# Historia magistra vitae
Historia magistra vitae è una locuzione latina che, tradotta letteralmente, significa "La Storia [è] maestra di vita" ed è tratta da una frase più ampia presente nell'opera De Oratore di Cicerone. 
La frase completa è «Historia vero testis temporum, lux veritatis, vita memoriae, magistra vitae, nuntia vetustatis» (Cicerone, De Oratore, II, 9, 36), ovvero "La storia in verità è testimone dei tempi, luce della verità, vita della memoria, maestra di vita, messaggera dell'antichità." 
È una descrizione che Cicerone dà della storia, affermandone la fondamentale importanza per la sua funzione istruttiva, capace di far rivivere i morti nei viventi.